# یواس‌اس دنیل بون (اس‌اس‌بی‌ان-۶۲۹)
یواس‌اس دنیل بون (اس‌اس‌بی‌ان-۶۲۹) (به انگلیسی: USS Daniel Boone (SSBN-629)) یک زیردریایی بود که طول آن ۴۲۵ فوت (۱۳۰ متر) بود. این زیردریایی در سال ۱۹۶۳ ساخته شد.